# Pug

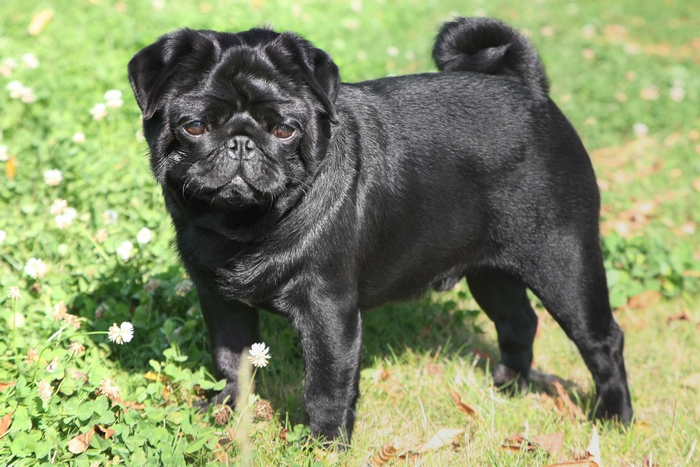
Ejemplar adulto de color negro.

El doguillo según la Federación Cinológica Internacional (FCI) o carlino, conocido en inglés como pug, es una raza de perro con origen histórico en China, pero con el patrocinio del Reino Unido. Se trata de un perro pequeño de tipo molosoide.  En una encuesta realizada en 2012-2013 por la FCI, esta raza resultó ser una de las treinta más populares del mundo.

## Etimología de la palabra
El término carlino se origina en Francia debido a un famoso actor italiano del siglo XVIII, Carlo Antonio Bertinazzi, cuyo seudónimo fue Carlin, y su aspecto al interpretar el personaje Arlequín en el teatro parisino, recordaría al característico antifaz negro de la raza. La palabra «pug» puede provenir del inglés antiguo pugg, el cual es un término cariñoso para un pequeño amigo juguetón. Los cachorros pug se conocen como pugletitos.

## Historia
Las teorías acerca del origen de esta raza han provocado grandes debates a lo largo de los años. Algunos creen que era originaria del Extremo Oriente, mientras que otros pensaban que fue en Europa.
Actualmente se acepta, mayoritariamente, que tuvo su origen en China, desde donde pasó a Japón y más tarde a Europa. Es también bastante probable que el chato Carlino, cruzado con otras razas europeas de cráneo largo, sea antepasado de muchas otras razas braquicéfalos (de cráneo redondo). 
En China existe, desde hace mucho tiempo, una raza canina llamada Happa (a veces se escribe Ha-pa), que es similar a un Pequinés con el pelo liso. De hecho, mucha gente cree que el Happa podría ser su antepasado. 
Los perros chatos son conocidos en China con el nombre de Lo-szev aunque puede que fueran conocidos en tiempos tan remotos como en el año 1115 a. C., no existen pruebas de su existencia hasta el año 663 a. C. El Lo-sze poseía unas características que lo distinguían claramente del Pequinés: su hocico era diferente, la capa era corta y las orejas eran pequeñas y en forma de hoja de parra. 
Hacia el año 732 d. C. leemos acerca de la existencia de un can pequeño y chato llamado perro Suchuan pai que fue enviado, junto con otros regalos, de Corea a Japón.

## Descripción
Es un perro bajo y de aspecto cuadrado y compacto, la cabeza grande, redondeada y de aspecto sólido, está cubierta de pliegues; el hocico es cuadrado y chato; los ojos, grandes y oscuros; tiene las patas rectas y la cola rizada. El pelo es apretado, suave y brillante.[cita requerida]
Puede ser de color leonado con sus dos variantes: color plata o albaricoque suave con un antifaz o máscara negro, en los dos casos presenta una raya negra que va de la cabeza a la cola, igual que también puede ser negro puro. Existen camadas de diferentes colores no reconocidos por el estándar de la raza, que pueden ser de color atigrado, siendo el blanco uno de los más comunes. Se han visto otras variantes pero en menor medida.[cita requerida]

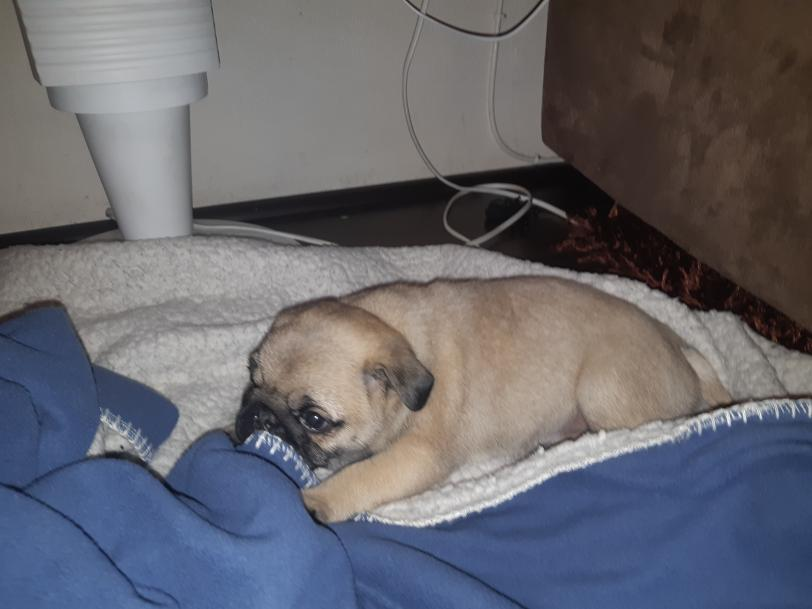
Cachorro color arena.

### Comportamiento
Estos perros si son bien entrenados y adecuadamente socializados, no son animales agresivos. Al igual que cualquier perro, pueden morder, pero es raro que esto ocurra sin que nadie le maltrate. Incluso se llevan muy bien con perros de raza más grande que ellos. Además, suelen ser muy cariñosos con sus amos, buscando tener la atención constante de ellos.
Ante los seres humanos, tienden a mostrarse juguetones y buscan la interacción. Sin embargo, pueden ser recelosos ante los extraños, y anunciar con sus ladridos la presencia de personas desconocidas. Si bien por su tamaño no son perros guardianes, sí son buenos "perros-alarma".
Respecto a su inteligencia, esta raza ocupó el puesto quincuagésimo séptimo en la clasificación de Stanley Coren acerca de la inteligencia de los perros. Tienden a veces a la tozudez, y no necesariamente acuden cuando se les llama, sino más bien cuando ellos quieren. A pesar de ello no son de alejarse mucho de sus dueños y prefieren la compañía de estos a la de otros perros.
Un ejemplar saludable se comportará vivaz, activamente en sus primeros años de vida (correr, saltar y ladrar constantemente), pero esta característica tiende a desaparecer con los años, ya que los animales de cinco o más años suelen ser más tranquilos y disfrutar más de los sillones que de la calle. Su estructura maciza hace que toleren bien el juego con niños y adultos.[cita requerida]

## Salud
Es una de las razas llamadas braquicéfalas; esto significa que tiene una cabeza redondeada y un hocico muy corto con los ojos protuberantes. Por lo tanto, padecen del síndrome braquiocefálico, y debido a que su nariz es muy corta, a menudo sufren disnea (dificultad para respirar), también pueden sufrir de lesiones en la córnea por la irritación constante con el pelo del pliegue nasal. Al ser braquicéfalos no soportan el calor. Tienen la tráquea más estrecha que otras razas de perro, y pueden padecer serios problemas respiratorios y problemas del corazón.[cita requerida]
Su cola tiene una característica forma de espiral o de letra «Q». Esta variación de la forma de la cola se debe a que las vértebras en esta porción de la columna son en realidad hemivértebras. En algunos cachorros, esta alteración de la forma se puede prolongar hacia el resto de la columna, y pueden llegar a presentar síntomas de espina bífida. Un animal que sufre esta malformación no debe reproducirse, con el fin de que no se transmita este problema a su descendencia.[cita requerida]
Un 1 % de los cachorros pueden llegar a presentar una enfermedad neurológica degenerativa llamada encefalitis del pug (o PDE por sus siglas en inglés). Esta enfermedad es letal y no tiene cura conocida. Por esta misma razón los perros no deben reproducirse antes de los dos años, con el fin de no transmitir este gen a su descendencia. Pasado el año de vida es muy poco probable que el perro llegue a presentar esta enfermedad.[cita requerida]

### Endogamia
Por su llamativo aspecto se tiende a pensar que las características de esta raza son el resultado de la manipulación genética o la cruza endogámica. Un documental de investigación llevado a cabo por la BBC encontró una excesiva endogamia entre los perros de pura raza, con un estudio realizado por el Imperial College de Londres mostrando que en los 10 000  perros registrados en el Reino Unido su patrimonio genético es de tan alto grado consanguíneo, que se reduce al equivalente de solamente cincuenta individuos.

### Obesidad y sobrepeso
La obesidad es uno de los problemas de salud que presenta esta raza, que es propensa a él por sus problemas respiratorios y de movimiento. Es un animal pequeño, y requiere de poco alimento, sin embargo, al ser un animal de compañía le suelen mimar y le dan mucho.[cita requerida]
Un perro saludable de esta raza puede correr tan rápido como cualquier otro perro y puede saltar dos o tres veces su propia altura. El método para tratar el sobrepeso será siempre reducir la dosis alimentaria y los «premios». Nunca se debe intentar que el animal haga más ejercicios de lo normal, ya que su sistema respiratorio no soportaría esa presión, debido a que su sistema respiratorio es similar al de un humano asmático y puede tener consecuencias.[cita requerida]

## En la cultura popular
- La serie de películas de Hombres de negro presenta a un perro extraterrestre parlante llamado Frank.
- La serie de televisión animada Puppy Dog Pals tiene como protagonistas a Bingo y Rolly, un par de hermanos cachorros de esta raza.
- Doug the Pug, un carlino de Nashville, Tennessee y celebridad de Internet, que ha ganado un gran número de seguidores en las redes sociales.